# Kohautia quartiniana
Kohautia quartiniana là một loài thực vật có hoa trong họ Thiến thảo. Loài này được (A.Rich.) Bremek. mô tả khoa học đầu tiên năm 1952.